# Sweet Revenge (album Ryuichi Sakamoto)
Sweet Revenge è un album del 1994 di Ryuichi Sakamoto. Le versioni giapponesi e internazionali hanno elenchi di brani diversi, con la stampa internazionale che presenta remix (non accreditati) di metà delle canzoni.
Una ri-registrazione di "Psychedelic Afternoon", con il paroliere originale David Byrne alla voce sui testi modificati, è stata pubblicata nel 2013 come un modo per raccogliere fondi e sensibilizzare i bambini sopravvissuti al Terremoto e maremoto del Tōhoku del 2011. Il video musicale animato è stato rilasciato in concomitanza con la nuova versione.

## Tracce

### Versione giapponese
1. Tokyo Story – 1:16
2. Moving On – 5:45 (J-Me)
3. 二人の果て (Futari no hate, "The two people have split up") – 5:56
4. Regret – 5:38 (J-Me)
5. Pounding At My Heart – 5:32 (Paul Alexander)
6. Love and Hate – 5:27 (Holly Johnson)
7. Sweet Revenge – 4:07
8. 7 Seconds – 3:33 (J-Me)
9. Anna" – 4:47
10. Same Dream, Same Destination – 4:04 (Roddy Frame)
11. Psychedelic Afternoon – 4:10 (David Byrne)
12. Interruptions – 4:51 (Latasha Natasha Diggs)
13. 君と僕と彼女のこと (Kimi to boku to kanojo no koto, "You and me and that girl") – 5:20 (Taeko Ohnuki)

### Versione internazionale
1. Tokyo Story – 1:16
2. Moving On – 5:45 (J-Me)
3. "Sentimental" (English language version of "二人の果て") – 5:56 (Vivien Goldman)
4. Regret – 5:38 (J-Me)
5. Pounding At My Heart – 5:32 (Paul Alexander)
6. Love and Hate – 5:27 (Holly Johnson)
7. Sweet Revenge – 4:07
8. 7 Seconds – 3:33 (J-Me)
9. Same Dream, Same Destination – 4:04 (Roddy Frame)
10. Interruptions – 4:51 (Latasha Natasha Diggs)
11. Water's Edge" (English language version of "君と僕と彼女のこと", different mix) – 5:20 (Vivien Goldman)